# Han Shaogong
Han Shaogong (en xinès tradicional: 韓少功; en xinès simplificat: 韩少功; en pinyin: Hán Shǎogōng) (Changsha, 1953 -) és un dels escriptors xinesos més destacats i innovadors. Tot i que respon a la cultura tradicional xinesa, en particular la mitologia xinesa, el folklore, el taoisme i el budisme com a font d'inspiració, també ha estat influenciat per autors occidentals.

## Biografia
Han Shaogong va néixer l'1 de gener de 1953 a Changsha, a la província xinesa de Hunan. Al final dels seus estudis secundaris el 1968, a l'inici de la Revolució Cultural, com molts altres joves de l'època va ser "enviat al camp, al districte de Miluo.
El 1974 va ser destinat a un lloc a l'oficina de cultura local i, després, el 1978, quan es van reobrir les universitats, va ingressar a l'escola normal de Hunan de literatura xinesa, on es va graduar el 1982. Després va obtenir un lloc a l'Associació de Treballadors, com a redactor en cap adjunt de la revista de l'associació 《主人翁》 Zhǔrénwēng. El 1985, va estudiar anglès a la Universitat de Wuhan, després de la qual cosa va ser nomenat membre de l'Associació d'Escriptors de Hunan i es va convertir en membre de l'Associació Nacional d'Escriptors.
El 1988 va ser traslladat a l'illa de Hainan, on va ser nomenat redactor en cap de la revista 《海南 纪实》(Crònica de Hainan). El 2001, Han va renunciar al seu càrrec de redactor en cap de la revista, traslladant-se "periòdicament" al camp de Hunan, on escriu, llegeix llibres antics i cultiva verdures.

### Carrera literària
Els seus primers escrits, a finals dels anys setanta, van atacar els excessos d'esquerres de la política maoista, especialment durant la Revolució Cultural, però va ser gràcies el relat 《月 兰》 (Yuèlán), publicat el 1979 a la revista literària 《人民文学》, traduït a l'anglès com "Moon Orchid, que de sobte va començar la seva notorietat com a autor.
El 1985, l'assaig de Han "Wenxue de Gen (l'arrel de la literatura)" i la novel·la "Pa Pa Pa" el van configurar com a líder del moviment literari que s'ha definit com a "recerca de les d'arrels",ó" literatura de les arrels" que buscava l'essència de la civilització xinesa. En aquest grup també s'inclouen autors com  A Cheng, Zheng Wanlong i Li Hangyu, Mo Yan i Jia Pingwa.
Han va passar molts anys estudiant la cultura xinesa antiga, especialment la cultura preconfuciana de l'antic estat de Chu (que abasta parts de les actuals províncies de Hunan i Hubei). Va ser aquesta investigació la que va fer possible el seu treball més important, el "Maqiao Cidian (马桥词典" (Diccionari Maqiao), publicat el 1996. Aquesta obra apareix, aparentment, com un diccionari real, amb entrades, nascudes d'una investigació en profunditat, corresponents a termes específics del dialecte del poble de Maqiao. Però és molt més: un pretext per a una profunda reflexió sobre el llenguatge i sobre la realitat social, fins i tot històrica, que els termes dialectals expressen quan són analitzats i desxifrats. Han s'ha vist influït per autors occidentals com Kafka, García Márquez. i Milan Kundera, del qual va traduir al xinès "La insostenible lleugeresa de l'ésser".

#### Obres destacades[4]
- Mo Ri (末日) (Doomsday)
- Gui Qu Lai (归去来) ( Homecoming)?

- Ba Ba Ba (爸爸爸)
- Maqiao Cidian (马桥词典), (The Dictionary of Maqiao)

- Shange Tian Xialai (山歌天上来) ( Mountain Songs from the Heavens)
- Nü Nü Nü (女女女) (Woman woman woman)
- Lan Gaizi (蓝盖子) (The blue bottle-cap)

## Premis i honors
A la Xina va guanyar el Premi Nacional d'Excel·lència de Relats Breus el 1980 i el 1981, encara estudiant a la Universitat Normal de Hunan.
El 2007 va rebre el Premi Lu Xun de Literatura en la modalitat d'assaig, per la seva obra 山南上衣北, traduïda a l'anglès com " south mountains, north of the river"
El 2011 va guanyar Newman Prize for Chinese Literature de la Universitat d'Oklahoma que han guanyat també Xi Xi (2019), Wang Anyi (2017) Chu T’ien-wen (2015) Yang Mu (2013), i Mo Yan (2009).
2002, va ser nomenat Cavaller de l'Orde de les Arts i les Lletres pel Ministeri de Cultura de França.